# 卡舒比亞

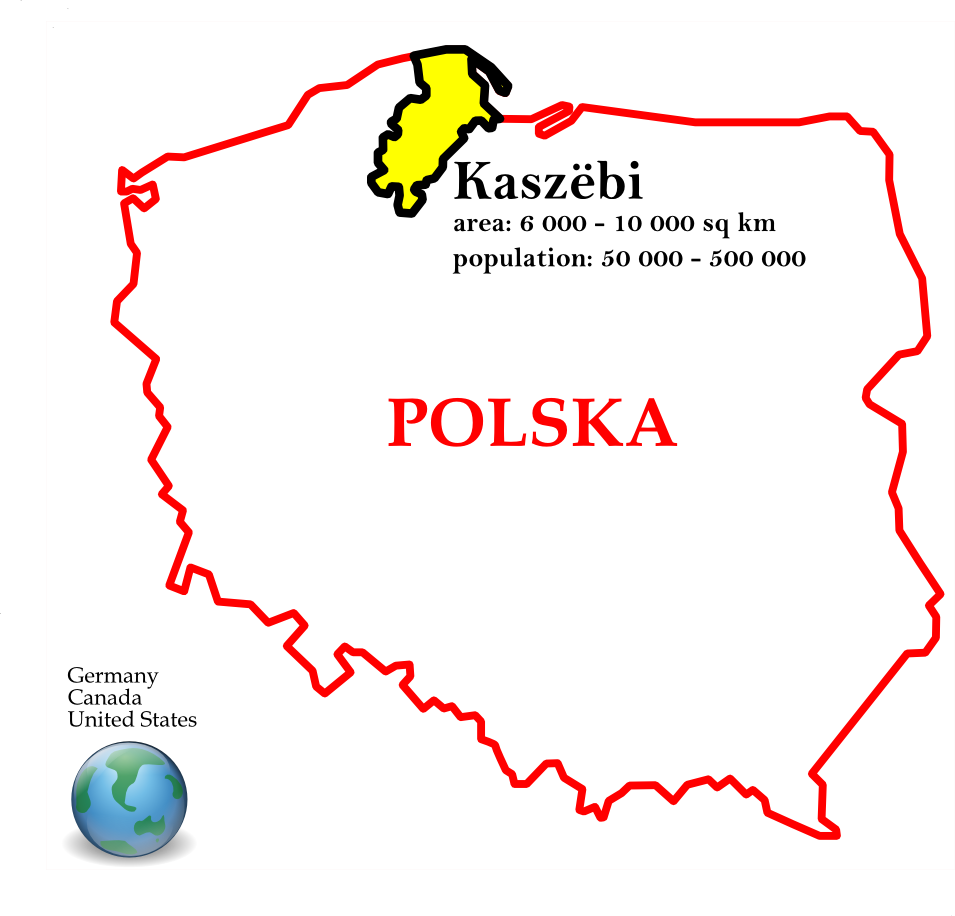

卡舒比亞（卡舒比語：Kaszëbë）是波蘭北部的一個文化區域，位於歷史上波美拉尼亞地區的東部。卡舒比語是該區域內多數人的母語。卡舒比亞包含了濱海省中格但斯克以西的43個行政區域。這一地區的最大城市是格但斯克與格地尼亞。濱海省有約三分之一的人口居住在卡舒比亞地區。

## 外部連結
- kaszubia.com （页面存档备份，存于）
- kaszebsko.com （页面存档备份，存于）
- Ducatus Pomeraniae Tabula Generalis in Qua sunt Ducatus Pomeraniae, Stettinensis, Cassubiae,... 1680 （页面存档备份，存于）

54°7′N 17°59′E / 54.117°N 17.983°E